# Only Watch
Pour les articles homonymes, voir Watch.
Only Watch est une vente aux enchères de montres organisée tous les deux ans par une association monégasque, depuis 2005, au profit de la recherche sur les myopathies.

## Origine
L'initiative de la vente Only Watch revient à Luc Pettavino, ancien directeur général du Monaco Yacht Show. Lorsque son fils Paul se fait diagnostiquer une forme de myopathie, il décide de faire de la lutte contre ces maladies sa cause personnelle. Il fonde, en 2001, l'Association Monégasque contre les Myopathies, et obtient rapidement le soutien du Prince Albert II. Les objectifs de l'association sont de récolter des fonds et de les affecter à la recherche contre les myopathies, en particulier la Myopathie de Duchenne, et à d'autres actions améliorant la qualité de vie des malades.

## Organisation
La vente se fait au profit de l'Association Monégasque contre les Myopathies. Les sociétés d'horlogerie contribuent à l'opération en faisant don d'une montre (ou, occasionnellement, d'une autre pièce, comme une pendulette de table) de modèle unique, créée spécifiquement pour la vente. Il s'agit parfois d'un mécanisme d'horlogerie créé pour l'occasion ; dans d'autres cas, la pièce peut utiliser un mouvement existant et se distinguer par son habillage. Chaque édition a une identité graphique et une palette de couleurs qui guident certaines créations des participants, sans être contraignant. En 2021, le thème était les couleurs évoquant le soleil, soit un dégradé du jaune au rouge. La vente est adjugée par une maison de vente aux enchères partenaire qui œuvre également gracieusement : Antiquorum, Phillips, et Christie's depuis 2017.

## Détail des ventes
Les ventes ont eu lieu en euros jusqu'en 2013, en francs suisses à partir de l'édition 2015, année à partir de laquelle la vente s’est tenue à Genève. La montre la plus chère du monde a été vendue à l’occasion d’une vente Only Watch en 2019.
| Edition | Nombre de pièces | Produit total | Pièce la plus chère                                                                                                   | Source |
| ------- | ---------------- | ------------- | --- | ------ |
| 2005    | 34               | 1,91 M€       | Richard Mille, Starck, The Richard Mille by Philippe Starck, Automatic Caliber RM 005-1. Unique Model 1/1. (285 000€) |        |
| 2007    | 35               | 2,76 M€       | Patek Philippe, Ref 5712T Nautilus Titanium, Genève, Pièce Unique. (525 000€)                                         |        |
| 2009    | 34               | 2,29 M€       | Patek Philippe (Ref 5106 Celestial with date indications). (535 000€)                                                 |        |
| 2011    | 40               | 4,5 M€        | Patek Philippe référence 3939 (1,4 M€)                                                                                | [ 5 ]  |
| 2013    | 33               | 5,07 M€       | Patek Philippe Grandes Complications 5004T (2,95 M€)                                                                  | [ 6 ]  |
| 2015    | 44               | 11 MFS        | Patek Philippe référence 5016-A, (7,3 MFS)                                                                            | [ 7 ]  |
| 2017    | 50               | 10,7 MFS      | Patek Philippe, Référence 5208T-010, Répétition Minutes, Calendrier Perpétuel, Chronographe, (5,4 MFS )               | [ 8 ]  |
| 2019    | 50               | 38,6 MFS      | Patek Philippe GrandMaster Chime reference 6300A-010 (31 MFS )                                                        | [ 9 ]  |
| 2021    | 53               | 30,1 MFS      | Patek Philippe, pendulette de bureau Patek Philippe 27001M-001 (9,5 MFS )                                             | [ 10 ] |

Le produit des ventes a notamment contribué au financement des recherches sur la technique du saut d'exon, une méthode de thérapie génique à l'aube des essais cliniques.
Les sommes atteintes par les ventes ont augmenté d'édition en édition et Only Watch est devenu un rendez-vous important pour l'industrie horlogère, qui donne des tendances du marché. Certaines marques sont des soutiens fidèles, comme Patek Philippe qui a participé à toutes les éditions, et dont les créations ont souvent été les plus grosses ventes.